# فرودگاه صحرایی هآپسالو
فرودگاه صحرایی هآپسالو (به انگلیسی: Haapsalu Airfield) (به زبان بومی: Haapsalu lennuväli) یک فرودگاه نظامی است که یک باند فرود بتن دارد و طول باند آن ۲۵۰۰ متر است. این فرودگاه در کشور استونی قرار دارد و در ارتفاع ۲۱ متری از سطح دریا واقع شده‌است.